# Dryopteris erythrosora
Dryopteris erythrosora là một loài thực vật có mạch trong họ Dryopteridaceae. Loài này được (D.C. Eaton) Kuntze miêu tả khoa học đầu tiên năm 1891.

## Hình ảnh

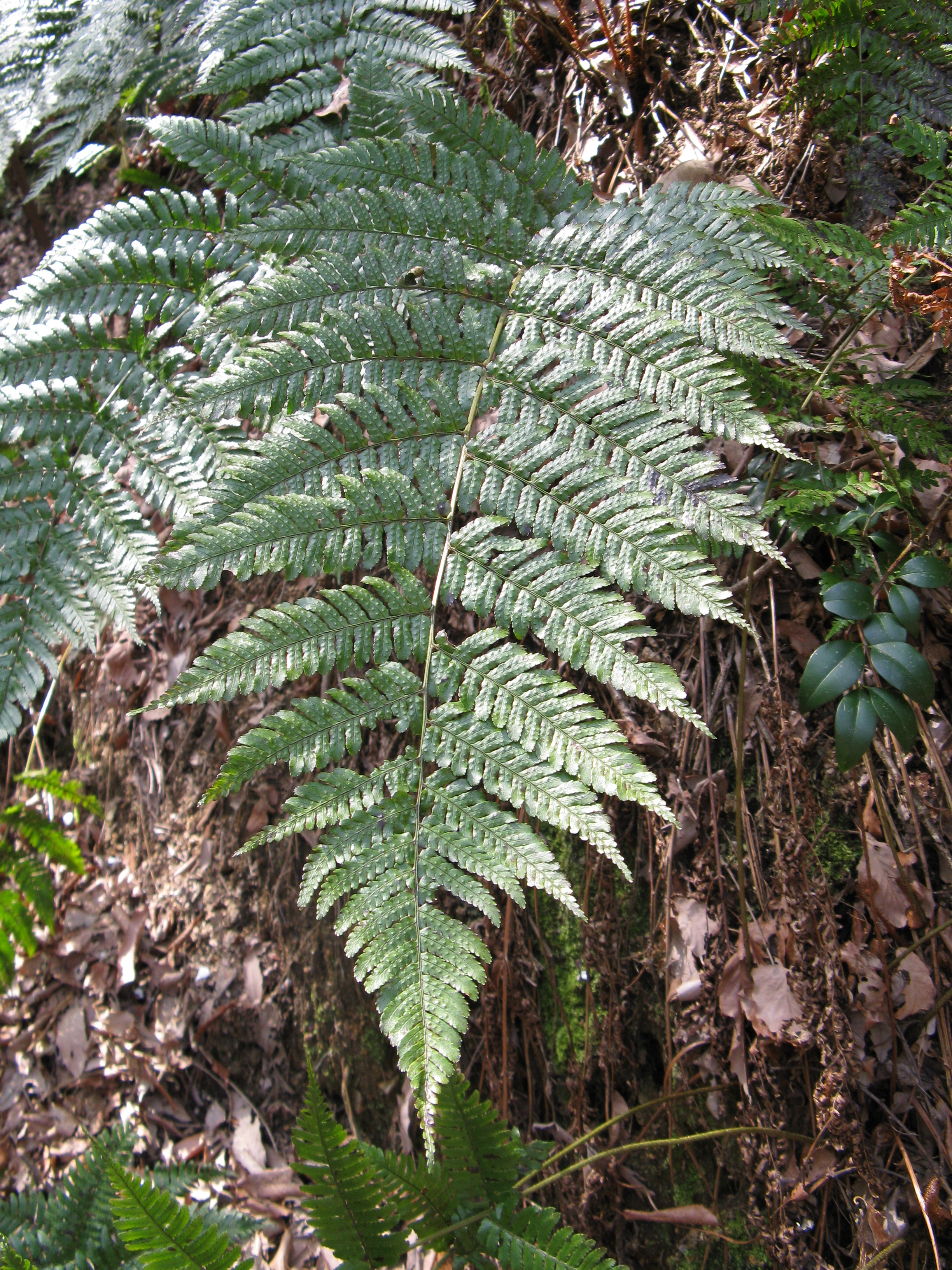
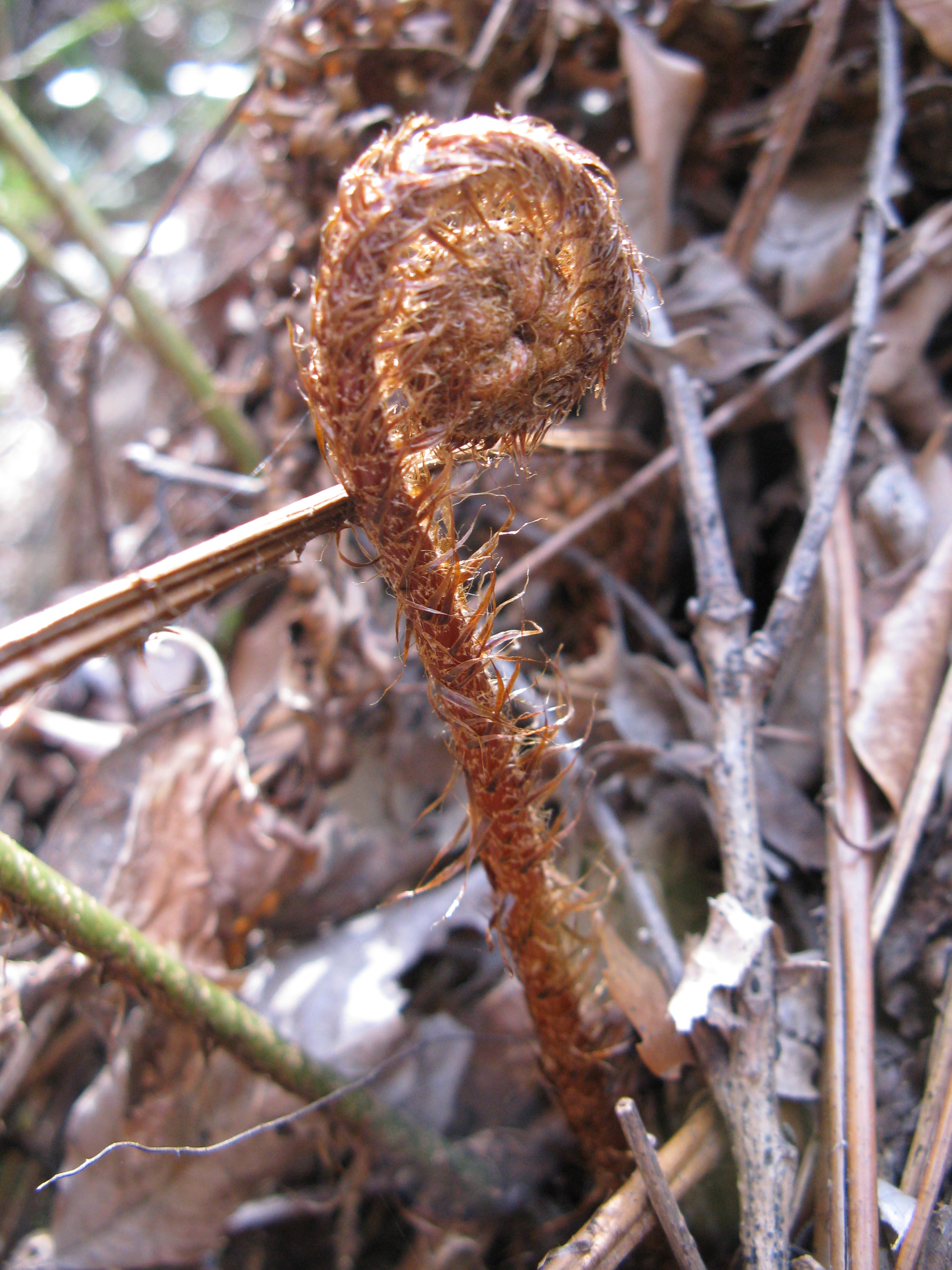
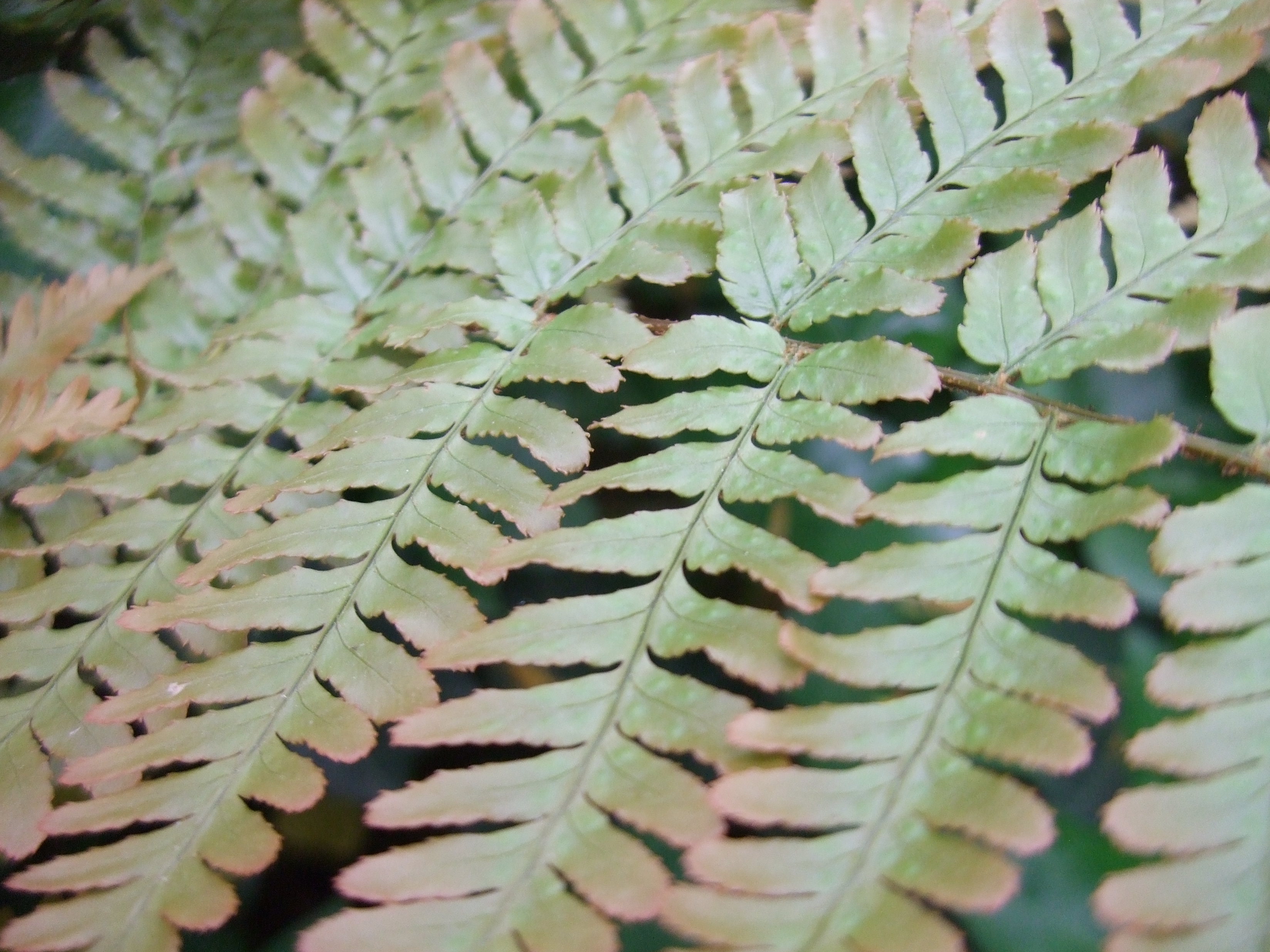
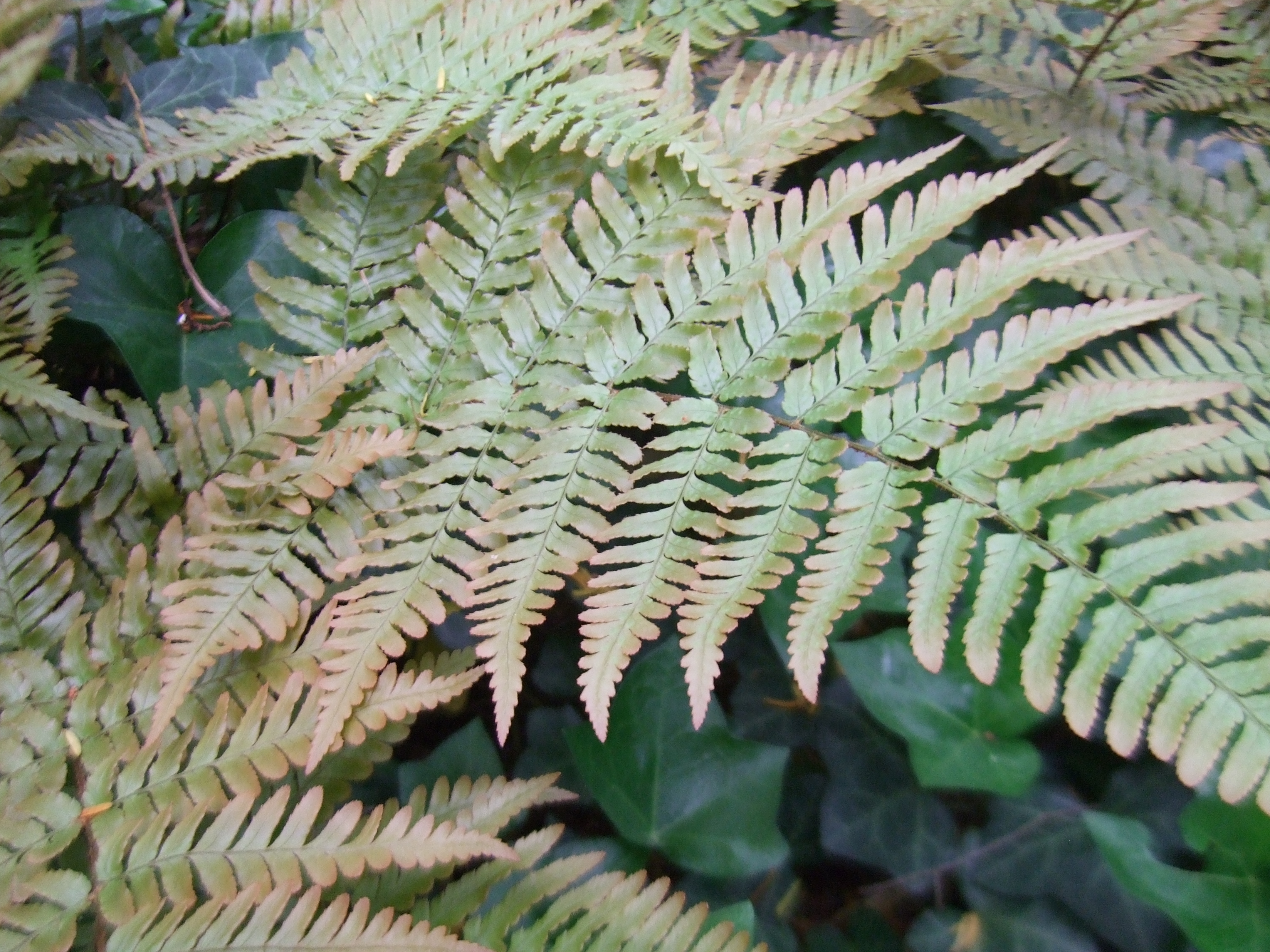